# Watten (katoen)

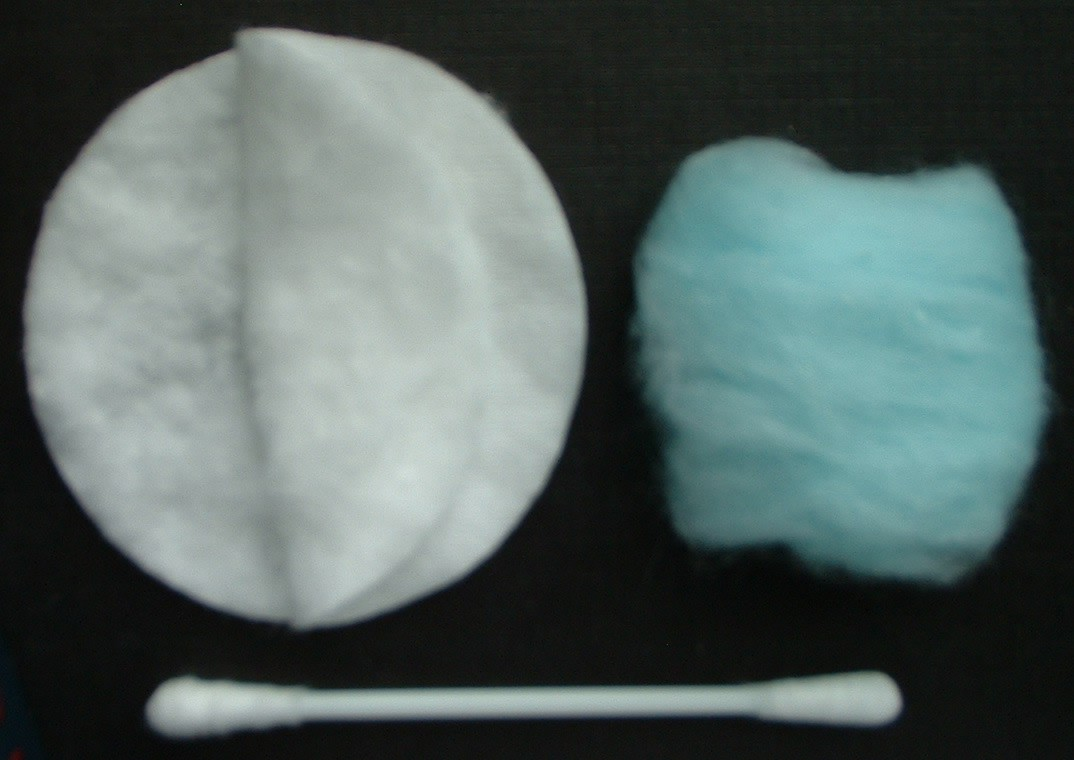
Drie soorten katoenen watten

Watten zijn ongesponnen stukken katoen die bij EHBO als verbandmiddel of bij de persoonlijke hygiëne wordt gebruikt.
Er zijn drie soorten:
1. Witte watten
Deze nemen vocht op, en worden gebruikt om over steriel gaas te leggen, om een hevige bloeding te stelpen.
2. Vette watten
Zijn veerkrachtig en nemen geen vocht op, en worden gebruikt om drukverbanden mee aan te leggen.
3. Synthetische watten:
Deze zijn niet van katoen en combineren eigenschappen van de andere twee; ze zijn veerkrachtig en ze nemen vocht op.

## Oorsprong van het woord
Met de import van zijden watten uit Japan in de zeventiende eeuw kwam ook het Japanse woord wata mee, dat bij ons werd uitgesproken als watten.